# Miriam Makeba

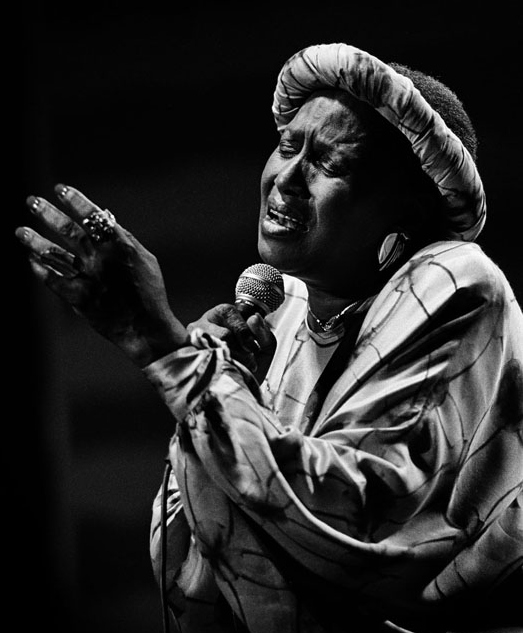
Miriam Makeba (Jahr unbekannt)

Miriam Makeba (* 4. März 1932 im Township Prospect, Johannesburg; † 10. November 2008 in Castel Volturno, Italien) war eine südafrikanische Sängerin und eine Vertreterin der Weltmusik. Sie kämpfte seit ihrem Exil 1960 gegen die damalige Apartheid-Politik Südafrikas und setzte sich für die Menschenrechte ein.

## Leben

### Jugend und erste Erfolge in Südafrika
Miriam Makeba kam als Kind der Haushaltshilfe und Heilerin Zenzi Makeba, einer Swasi, sowie des Lehrers Caswell Makeba, eines Xhosa, auf die Welt. Sie war das jüngste Kind und hatte drei Schwestern und einen Bruder. Ihr Geburtsort Prospect Township war ein innerstädtischer Slum im Osten Johannesburgs, der 1936 abgerissen wurde. Wenige Wochen nach ihrer Geburt musste ihre Mutter eine sechsmonatige Gefängnisstrafe verbüßen, so dass Miriam Makeba diese Zeit ebenfalls im Gefängnis verbrachte. Ihr Vater starb, als sie sechs Jahre alt war. Makeba besuchte acht Jahre lang das Kilnerton Training Institute, eine Primarschule in Pretoria, wo sie auch im Chor sang. Nach dem Schulbesuch arbeitete sie wie ihre Mutter bei Weißen als Haushaltshilfe. Im Jahr 1949 heiratete sie ihren Jugendfreund James „Gooli“ Kubay und 1950 brachte sie ihre einzige Tochter Bongi Makeba zur Welt. Im Folgejahr wurde die Ehe geschieden.
Ihre musikalische Laufbahn begann Miriam Makeba als Sängerin in den Gruppen Cuban Brothers und Manhattan Brothers, mit denen sie 1953 ihre erste Single als Solistin aufnahm, Lakutshona Ilanga. Nachdem sie (vermutlich 1954) in Alf Herberts Show African Jazz and Variety mit Dorothy Masuka, Dolly Rathebe und Lionel Pillay auf Tournee war, trat sie 1955 wieder mit den Manhattan Brothers auf. Es entstanden erste Aufnahmen unter eigenem Namen. 1956 gründete sie die Gesangsgruppe The Skylarks (deutsch etwa: „Die Lerchen“), die nur aus Frauen bestand; erste Aufnahmen entstanden (noch als The Sunbeams) mit ihrer Halbschwester Mizpah und Johanna Radebe; seit 1957 trat sie mit den Skylarks im Quartett (bald mit Mummy Girl Nketle, Mary Rabotapi und Abigail Kubeka) auf.
1959 heiratete sie den indischstämmigen Jazzsänger Sonny Pillay. Im selben Jahr war sie die Hauptdarstellerin in dem erfolgreichen Musical King Kong. Dort war auch der Jazzmusiker Hugh Masekela engagiert. Ebenfalls 1959 spielte sie eine kleine Rolle als Shebeen-Sängerin in Lionel Rogosins Anti-Apartheid-Film Come Back, Africa, der internationales Aufsehen erregte.

### Jahrzehnte im Exil

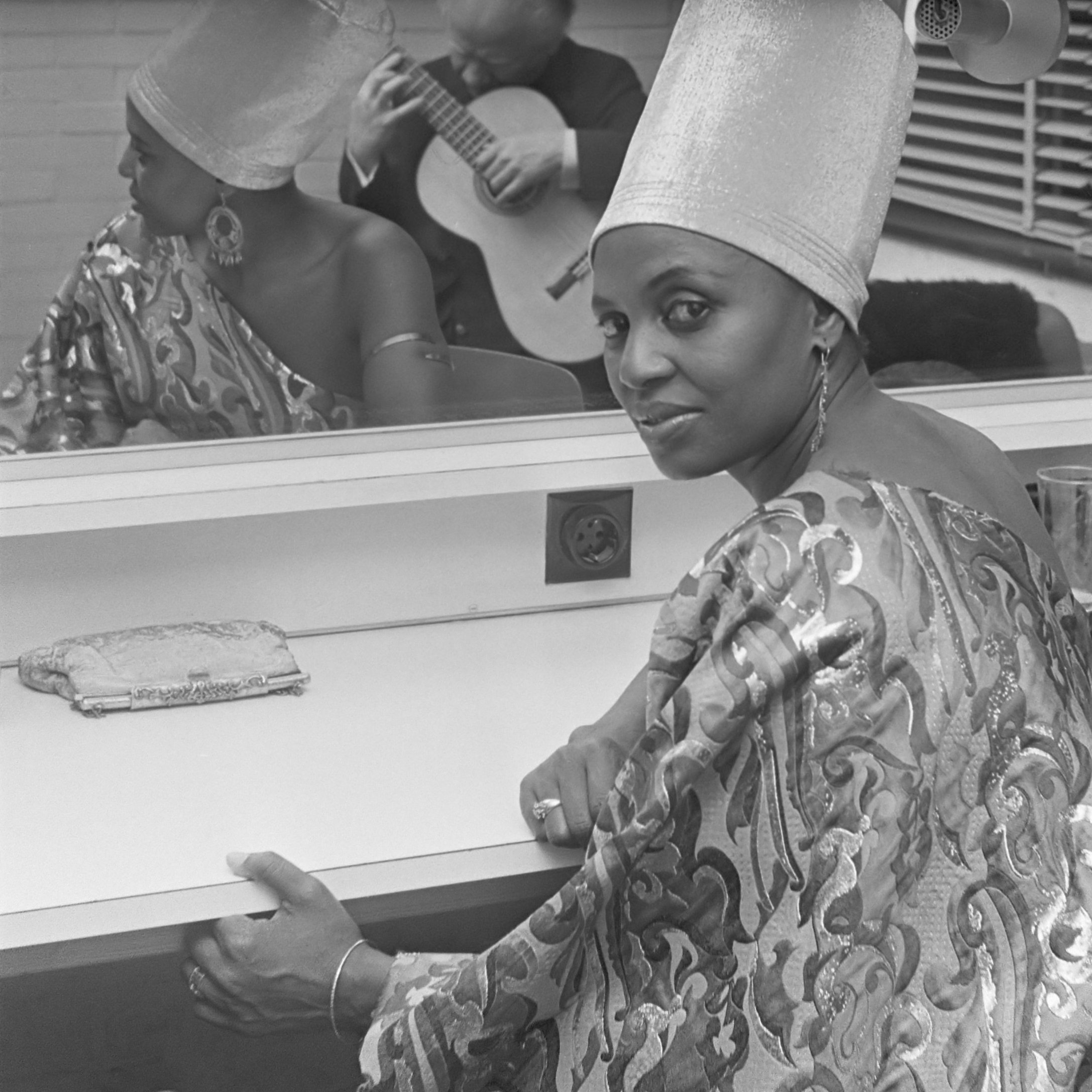
Makeba (1969)

Makeba wurde in Folge ihres Filmauftritts zur Premiere des Films auf den Internationalen Filmfestspielen nach Venedig eingeladen. Anschließend war sie Gast in der Steve Allen Show, einer Fernsehshow in den USA. Kurz nachdem sie ihre Tochter in die USA geholt hatte, starb ihre Mutter. Die südafrikanischen Behörden verweigerten ihr die Einreise zur Beerdigung. Harry Belafonte half ihr bei der Umsiedlung in die USA und bei ersten Auftritten in Los Angeles und New York. Damit begann ihre Weltkarriere. Makebas größter internationaler musikalischer Erfolg ist das auf isiXhosa geschriebene Lied Pata Pata (1967). Dieses Lied schaffte es auf Platz 12 der US-amerikanischen Charts und bis auf Platz 14 in der bundesdeutschen Hitparade. Zu ihren weiteren bekannten Liedern zählen The Click Song, Malaika, Soweto Blues sowie eine Version von Mbube (The Lion Sleeps Tonight), die sie unter anderem auf der Feier zum 45. Geburtstag John F. Kennedys im Madison Square Garden am 19. Mai 1962 sang.
1963 sprach sie erstmals vor der Vollversammlung der Vereinten Nationen und verlangte den Boykott des südafrikanischen Apartheid-Regimes. In der Folge wurde ihr von der südafrikanischen Regierung die Staatsbürgerschaft aberkannt; ihre Schallplatten wurden in Südafrika verboten. Von 1964 bis 1966 war sie mit Hugh Masekela verheiratet, mit dem sie auch zusammen auftrat. 1968 heiratete sie den Bürgerrechtler und Black-Panther-Aktivisten Stokely Carmichael. Daraufhin wurden sie vom FBI überwacht; die Platten- und Tourneeverträge wurden gekündigt, so dass das Ehepaar nach Guinea auswanderte, wo Makeba bereits 1963 nach der Ausbürgerung aus Südafrika die Staatsangehörigkeit zuerkannt worden war.
Dort wurden Miriam Makeba und ihr Mann gute Freunde von Präsident Ahmed Sékou Touré und seiner Frau. Neben der guineischen erhielt Makeba auch die algerische Staatsbürgerschaft. Im Herbst 1974 trat sie mit James Brown, B. B. King, The Spinners und The Crusaders auf einem Großkonzert in Kinshasa im afrikanischen Zaire auf. Es war Teil des Rahmenprogramms für den historischen Boxkampf Rumble in the Jungle („Der Kampf im Dschungel“) zwischen George Foreman und Muhammad Ali.
1978 wurde die Ehe von Makeba und Carmichael geschieden. Miriam Makeba wurde dann Zweitfrau von Bageot Bah, einem belgischen Muslim, der Angestellter einer Luftfahrtgesellschaft war.
1979 trat Miriam Makeba in Berlin (West) auf, und eröffnete das Erste Festival der Weltkulturen - Horizonte 79.
Bongi Makeba starb 1985 in Guinea, worauf Miriam Makeba nach Brüssel zog. 1987 begleitete sie Paul Simon weltweit auf seiner Graceland-Tour und sang mit ihm im Duo Under African Skies (dokumentiert in Simbabwe). 1988 trat sie zusammen mit Hugh Masekela beim Nelson Mandela 70th Birthday Tribute Concert in London auf.

### Rückkehr nach Südafrika

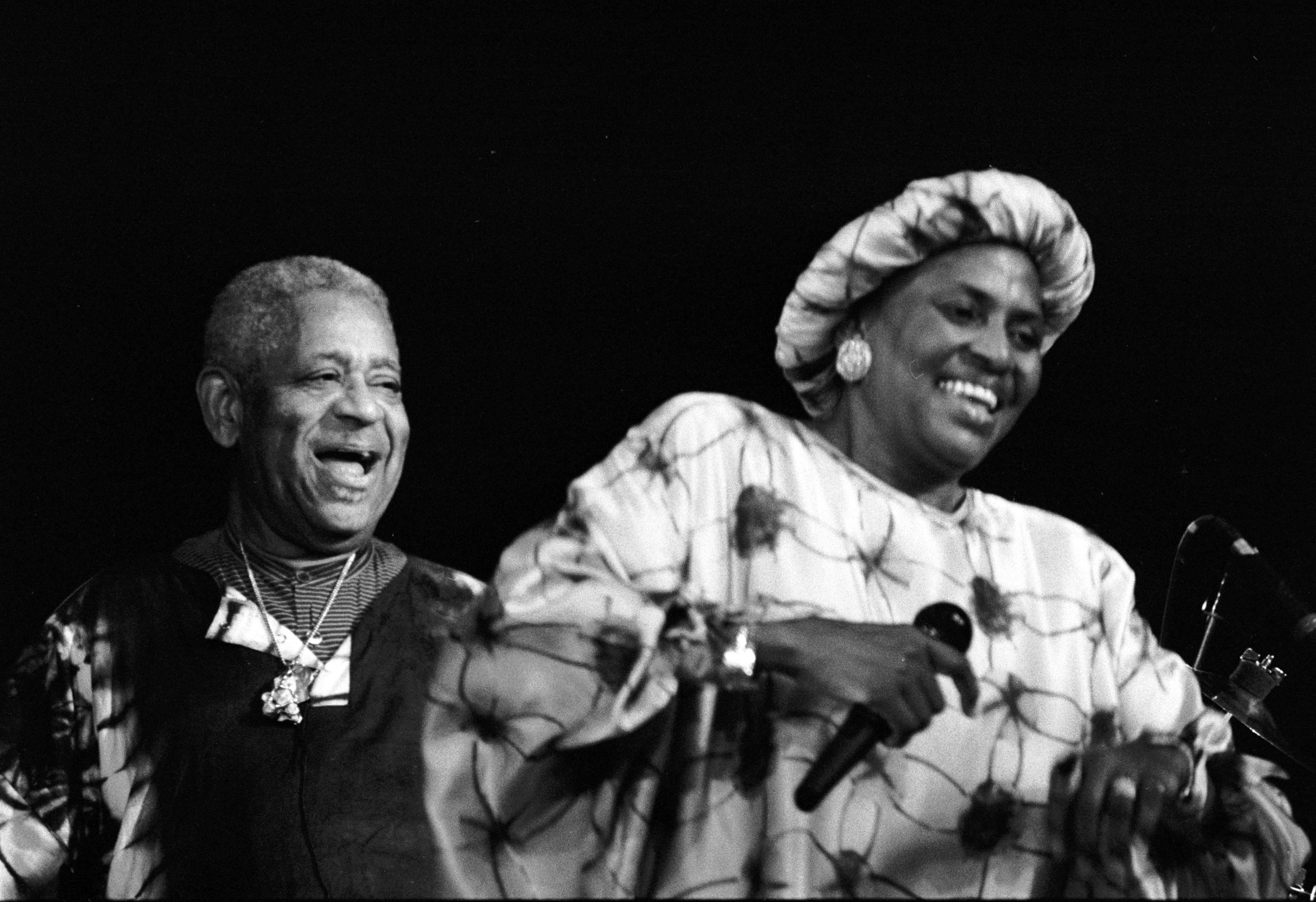
Miriam Makeba mit Dizzy Gillespie (1991)

Nach drei Jahrzehnten Exil in den USA, Guinea und Belgien kehrte sie im Juni 1990, auf Bitte von Nelson Mandela, nach Südafrika zurück und lebte ab Dezember 1990 wieder in Johannesburg.
1991 ging sie mit dem Jazztrompeter Dizzy Gillespie auf Tour, 1992 war sie an der Seite von Whoopi Goldberg in der Verfilmung des Musicals Sarafina! zu sehen. Sie wurde zur Goodwill-Botschafterin Südafrikas bei den Vereinten Nationen ernannt. 2004 gründete sie den ZF Makeba Trust, um ihr Vermächtnis zu sichern. Zu diesem Trust gehört das Miriam Makeba Rehabilitation Centre for Abused Girls, das missbrauchten Mädchen Schutz bietet. Am 26. September 2005 erklärte Miriam Makeba ihren Abschied von der Bühne. Eine letzte Welttournee führte sie noch durch die USA, Kuba, Brasilien, Venezuela, Skandinavien und Deutschland. Am 25. Mai 2006 gab Miriam Makeba auf dem 18. Africa Festival in Würzburg ihr letztes Konzert in Deutschland.
Am 9. November 2008 trat Miriam Makeba auf einem Benefizkonzert für den von der Camorra bedrohten Schriftsteller und Journalisten Roberto Saviano in Castel Volturno in Italien auf. Kurz nach ihrem Auftritt erlitt sie einen Herzinfarkt und verstarb am frühen Morgen des 10. November 2008 im Alter von 76 Jahren im Krankenhaus. Ihre Asche wurde im Meer verstreut.

## Musik

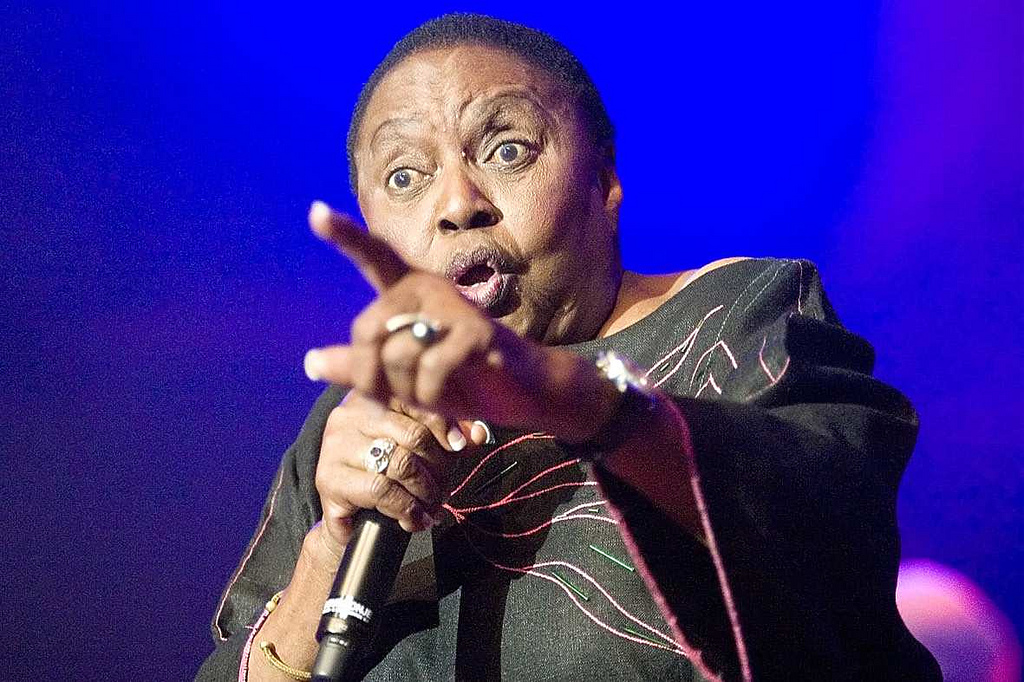
Makeba während eines Auftritts

Makebas Songs enthalten Elemente der traditionellen Musik des südlichen Afrika, aber auch der westlichen Pop-, Jazz- und Folkmusik. Etwa mit Mas que nada interpretierte sie auch brasilianische Lieder. Meist sang sie auf Englisch oder isiXhosa, aber auch in anderen südafrikanischen Sprachen; in Malaika singt sie auf Swahili. Ihre Stimme konnte laut Jon Pareles von den New York Times „leicht, trällernd und mädchenhaft“ klingen, aber auch „kokett, bluesig oder äußerst überschwänglich“. Daneben vernahm derselbe Kritiker „eine Schicht von ungeglätteten, schärferen Mahnrufen, den Ton von Dorfliedern und Geisterbeschwörungen“.

## Ehrungen
- 1966: Grammy Award (zusammen mit Harry Belafonte) für An Evening With Belafonte/Makeba als Best Folk Recording
- 1968: Ehrenbürgerin von Guinea[4]
- 1968: Dag-Hammarskjöld-Friedenspreis
- 1986: Commandeur des Arts et des Lettres, Frankreich[4]
- 1991: Ehrendoktorwürde des Spelman College, Atlanta, USA[4]
- 1993: Ehrendoktorwürde der University of Cape Town[13]
- 1996: MGOMA Award, Zaire, für ihr Lebenswerk[4]
- 1996: Kora All African Music Award für ihr Lebenswerk[4]
- 1998: Ehrendoktorwürde der University of Fort Hare[13]
- 1999: Order for Meritorious Service in Silber[14]
- 2001: Otto-Hahn-Friedensmedaille in Gold
- 2002: Ehrendoktorwürde der University of South Africa[13]
- 2002: Polar Music Prize (gemeinsam mit Sofia Gubaidulina)
- 2009: Order of Ikhamanga in Gold (postum)[15]
- 2011: Benennung einer Grundschule in Berlin-Moabit als Miriam-Makeba-Grundschule[16]
- 2011: Widmung des südafrikanischen Eisbrechers S. A. Agulhas II[17]

## Diskografie

### Soloalben
| Jahr | Titel                      | Höchstplatzierung, Gesamtwochen, AuszeichnungChartsChartplatzierungen (Jahr, Titel, Platzierungen, Wochen, Auszeichnungen, Anmerkungen) | Anmerkungen |
| Jahr | Titel                      | US | Anmerkungen |
| ---- | -------------------------- | --- | ----------- |
| 1962 | The World of Miriam Makeba | US86 (10 Wo.)US |             |
| 1964 | The Voice of Africa        | US122 (4 Wo.)US |             |
| 1967 | Pata Pata                  | US74 (22 Wo.)US |             |

Weitere Studioalben
- Miriam Makeba, 1960
- Makeba, 1963
- Makeba Sings, 1965
- An Evening With Belafonte/Makeba (mit Harry Belafonte), 1965
- The Click Song, 1965
- All About Makeba, 1966
- Malaisha, 1966
- Keep Me In Mind, 1970
- A Promise, 1974
- Country Girl, 1975
- Comme une symphonie d'amour, 1979
- Sangoma, 1988
- Welela, 1989
- Eyes on Tomorrow, 1991
- Sing Me a Song, 1993
- Live From Paris & Conakry, 1998 (1974/1977)
- Homeland, 2000
- Reflections, 2003
- Forever, 2006

### Livealben
| Jahr | Titel                     | Höchstplatzierung, Gesamtwochen, AuszeichnungChartsChartplatzierungen (Jahr, Titel, Platzierungen, Wochen, Auszeichnungen, Anmerkungen) | Anmerkungen |
| Jahr | Titel                     | US | Anmerkungen |
| ---- | ------------------------- | --- | ----------- |
| 1967 | Miriam Makeba In Concert! | US182 (4 Wo.)US |             |

### Kompilationen (Auswahl)
- Africa 1960–65 recordings, 1991
- The Best Of Miriam Makeba & The Skylarks 1956–59 recordings, 1998
- Mama Africa: The Very Best of Miriam Makeba, 2000
- The Guinea Years, 2001
- The Definitive Collection, 2002
- The Best of the Early Years, 2003

### Singles
| Jahr | Titel Album                     | Höchstplatzierung, Gesamtwochen, AuszeichnungChartplatzierungen (Jahr, Titel, Album, Platzierungen, Wochen, Auszeichnungen, Anmerkungen) | Höchstplatzierung, Gesamtwochen, AuszeichnungChartplatzierungen (Jahr, Titel, Album, Platzierungen, Wochen, Auszeichnungen, Anmerkungen) | Höchstplatzierung, Gesamtwochen, AuszeichnungChartplatzierungen (Jahr, Titel, Album, Platzierungen, Wochen, Auszeichnungen, Anmerkungen) | Höchstplatzierung, Gesamtwochen, AuszeichnungChartplatzierungen (Jahr, Titel, Album, Platzierungen, Wochen, Auszeichnungen, Anmerkungen) | Anmerkungen                            |
| Jahr | Titel Album                     | DE | AT | CH | US | Anmerkungen                            |
| ---- | ------------------------------- | --- | --- | --- | --- | -------------------------------------- |
| 1956 | Lovely Lies The Voice of Africa | — | — | — | US45 (9 Wo.)US | mit den Manhattan Brothers             |
| 1968 | Pata Pata                       | DE14 (10 Wo.)DE | — | CH48 (2 Wo.)CH | US12 (11 Wo.)US | Charteintritt in der Schweiz erst 2008 |
| 1968 | Malayisha Pata Pata             | — | — | — | US85 (2 Wo.)US |                                        |
| 2002 | Sansi Bar Karnevals Hits        | DE33 (8 Wo.)DE | — | — | — | Höhner feat. Mama Afrika               |
| 2011 | Hi-A Ma (Pata Pata)             | DE33 (8 Wo.)DE | AT32 (8 Wo.)AT | — | — | Milk & Sugar feat. Miriam Makeba       |

grau schraffiert: keine Chartdaten aus diesem Jahr verfügbar

## Filmographie
- Come Back, Africa. Spielfilm, Südafrika, USA, 1959, Buch: Bloke Modisane, Lewis Nkosi, Lionel Rogosin, Regie: Lionel Rogosin
- Sarafina! Musikfilm, Südafrika, Großbritannien, USA, 1992 117 Min., Regie: Darrell Roodt, unter anderem mit Whoopi Goldberg; der Film handelt von den Jugendunruhen in Soweto 1976, Makeba stellt die Mutter eines Jugendlichen dar.
- When We Were Kings. Dokumentarfilm, Regie: Leon Gast, handelt vom Rumble in the Jungle 1974 und enthält Konzertaufnahmen von Miriam Makeba. When We Were Kings erhielt 1997 den Oscar für den besten Dokumentarfilm.
- Amandla! A Revolution in Four-Part Harmony. Dokumentation, Südafrika, 2002, 108 Min., Regie: Lee Hirsch
- Mama Africa – Miriam Makeba. Dokumentarfilm, Deutschland, Südafrika, Finnland, 2011, 92 Min., Regie: Mika Kaurismäki[19]

## Biographie
1987 verfasste Miriam Makeba zusammen mit dem US-Amerikaner James Hall das Buch:
- Makeba. My Story. Penguin, London 1988, ISBN 0-453-00561-6.
  - deutsch als: Homeland Blues. Ein farbiges Leben. Goldmann, München 1988, ISBN 3-442-30060-6.